# Atefeh Sahaaleh
Atefeh Rajabi Sahaaleh (født 21. september 1987, død 15. august 2004) var en 16-årig iransk skolepige som blev dømt til døden af en iransk religiøs shariadommer, Haji Rezai, for angiveligt at have udført "handlinger i modstrid med kyskheden" (amal-e manafe-ye‘ofat). Hun blev beskrevet som en "smuk", "livlig og intelligent pige".

## Biografi
Atefeh blev født og voksede op i den lille iranske industriby Neka i delstaten Mazandaran i den nordlige del af landet, langs det Kaspiske hav. Da hun var 4 eller 5 år gammel blev hendes mor dræbt i en trafikulykke, og hendes far, der nok elskede hende – men var narkoman afhængig af heroin, var ude af stand til at tage vare på hende. Atefeh blev sendt ud til sine ældre bedsteforældre som begge var i 80erne, antagelig for at de skulle tage sig af hende, om end det endte med – grundet deres høje alder – at det blev hende der skulle tage sig af dem. Bedsteforældrene skulle angiveligt have ignoreret pigen og opført sig
ukærligt overfor hende. Atefeh lærte at tage vare på sig selv og færdedes alene rundt omkring i byen. En ting der hurtigt tiltrak sig opmærksom af det officielle moralpoliti. Som 13-årig blev hun arresteret for første gang. Hendes "forbrydelse" er ikke helt klarlagt, hendes brøde syntes at være at have opholdt sig alene i en bil med en fætter – det er ulovlig i Iran for en pige og dreng at møde alene, uden voksentilsyn. Hendes dom lød på offentlig piskning med 100 piskeslag og et kort fængselsophold. Efter sin løsladelse sagde Atefeh til sine veninder at hun var blevet mishandlet og gentagne gange voldtaget af hendes fangevogtere fra moralpolitiet. Også hendes nærmeste familie havde mishandlet og voldtaget hende gennem hendes opvækst. En eller to gange mere blev hun arresteret af moralpolitiet, den ene gang for at have været til stede ved en fest, før hun blev arresteret
sidste gang. Hun var da involveret i et voldeligt forhold til en mand mere end tre gange hendes alder.

### Arrestationen og retssag
På dagen hvor hun blev arresteret, skulle hun have været til et bryllup. Da moralpolitiet kom, var hun i færd med at lave mad til sine bedsteforældre. Eftersom der ikke var nogen umiddelbar lovovertrædelse pigen kunne anklages for, blev hun bragt ind på baggrund af en petition, der erklærede hende for en "kilde af amoral" og "dårlig indflydelse". Angiveligt var petitionen fra hendes naboer, men den bar kun to underskrifter fra moralpolitiet der anholdt hende og ingen har siden ville stå ved den.
Under afhøringer tilstod hun at have været gentagne gange voldtaget af den 51-årige tidligere revolutionsgardist, nuværende taxichauffør, Ali Darabi. Under islamisk sharialovgivning, som implementeret i Iran, er den seksuelle lavalder (inden for ægteskabet) ni år (inspireret af Muhammeds ægteskab med Aisha) og voldtægt desuden meget svært at bevise. Så hvad der var voldtægt af en ung pige, blev til et gensidig seksuel forhold, og eftersom Ali Darabi var gift og havde flere børn selv, blev anklagen mod pigen ført efter den skrappere paragraf der gik på ægteskabsbrud. Atefeh havde ingen adgang til retslig bistand under retssagen, hvor dommeren Haji Rezai fungerede som både anklager, dommer og jury. Da pigen blev klar over, at hun var ved at tabe sagen, blev hun desperat og rev sit tørklæde af og argumenterede for, at i voldtægt skulle voldtægtsmanden straffes og ikke voldtægtsofferet. Dommeren sagde hun havde "en uartig mund" og dømte hende til døden ved hængning.

### Højesteret
Atefeh appellerede sagen til højesteret, hvilket i Iran er et råd bestående af konservative mullaher. Normalt behandles sådanne sager ikke på under et år, men hendes shariadommer og anklager var så ophidset på pigen, at han selv personligt rejste til Teheran for at overbevise mullaherne og haste sagen igennem. Iran har, efter internationalt pres, hævet alderen for dødsstraf fra 9 til 18 år, men dokumenterne som blev fremført til højesteret angav hendes alder som 22 selvom hendes id-kort tydeligt viste hun var 16. Dommeren kiggede på hendes krop under retssagen og grundet han syntes den fremstod "udviklet", konkluderede han deraf, at hun var ældre. Højesteret stadfæstede dommen.
Amnesty International og en række andre organisationer har rapporteret, at Atefeh desuden var psykisk syg både før og under retssagen.

### Henrettelse
I Iran bliver hængning ikke som i de fleste andre lande eksekveret ved et fald fra en højde med et reb om halsen, hvorved nakken brækker og døden indtræffer forholdsvist hurtigt. I Iran udføres hængning ved at den dømte får et
reb og halsen og derefter langsomt hejst op i en kran. Ved denne metode indtræffer døden ved langsom smertefuld kvælning.
Atefeh blev henrettet ved en offentlig hængning fra en kran i Neka den 15. august 2004. Hun var da 16 år. Haji Rezai, der havde dømt hende, insisterede på også selv at være bøddel (foruden rollerne som dommer, anklager og jury) og lagde selv løkken omkring hendes hals. Han pralede senere med at hun var blevet "givet en lærestreg" for hendes "uartige mund". Hun blev efterladt hængende til offentligt skue i 45 minutter. Hendes far var ikke blevet informeret om hendes henrettelse så og de fik aldrig sagt farvel.
Dagen efter hun var blevet begravet blev hendes lig gravet op og stjålet. Det har aldrig siden været fundet. Moralpolitiet anses som værende den største mistænkte og mistænkes for at have en børneprostitutionsforretning kørende.
Amnesty International og mange andre internationale menneskeretsorganisationer har betegnet hendes drab som en forbrydelse mod menneskeheden og mod alle verdens børn.
Ali Darabi som havde voldtaget hende, og ifølge dommeren, havde haft gensidig seksuelle relationer med og derfor stod anklaget for den samme forbrydelse blev ligeledes dømt skyldig. Straffen er dog forskellig for de to køn, så han fik kun 100 piskeslag og blev derefter løsladt.

## BBC Undercover – "Execution of a Teenage Girl"
Atefeh Sahaaleh har været gjort til genstand for en BBC dokumentarudsendelse produceret af Wild Pictures hvor instruktør Monica Garnsey og medinstruktør Arash Sahami gik undercover for at dokumentere sagen. Udsendelsen blev vist på DR den 18. juni 2007. Sagen med Atefeh Sahaaleh har også været emnet for en time-lang Discovery Times program ved navn "Execution in Iran" ("Henrettelser i Iran")